# Vernot
Vernot ist eine französische Gemeinde mit 96 Einwohnern (Stand: 1. Januar 2022) im Département Côte-d’Or in der Region Bourgogne-Franche-Comté. Sie gehört zum Arrondissement Dijon und zum Kanton Is-sur-Tille.

## Geographie
Vernot liegt etwa 20 Kilometer nordnordöstlich von Dijon. Die Gemeinde wird umgeben von Courtivron im Norden und Nordwesten, Tarsul im Norden, Villecomte im Osten, Chaignay im Osten und Südosten, Saussy im Süden, Curtil-Saint-Seine im Südwesten sowie Francheville im Westen.

## Siehe auch

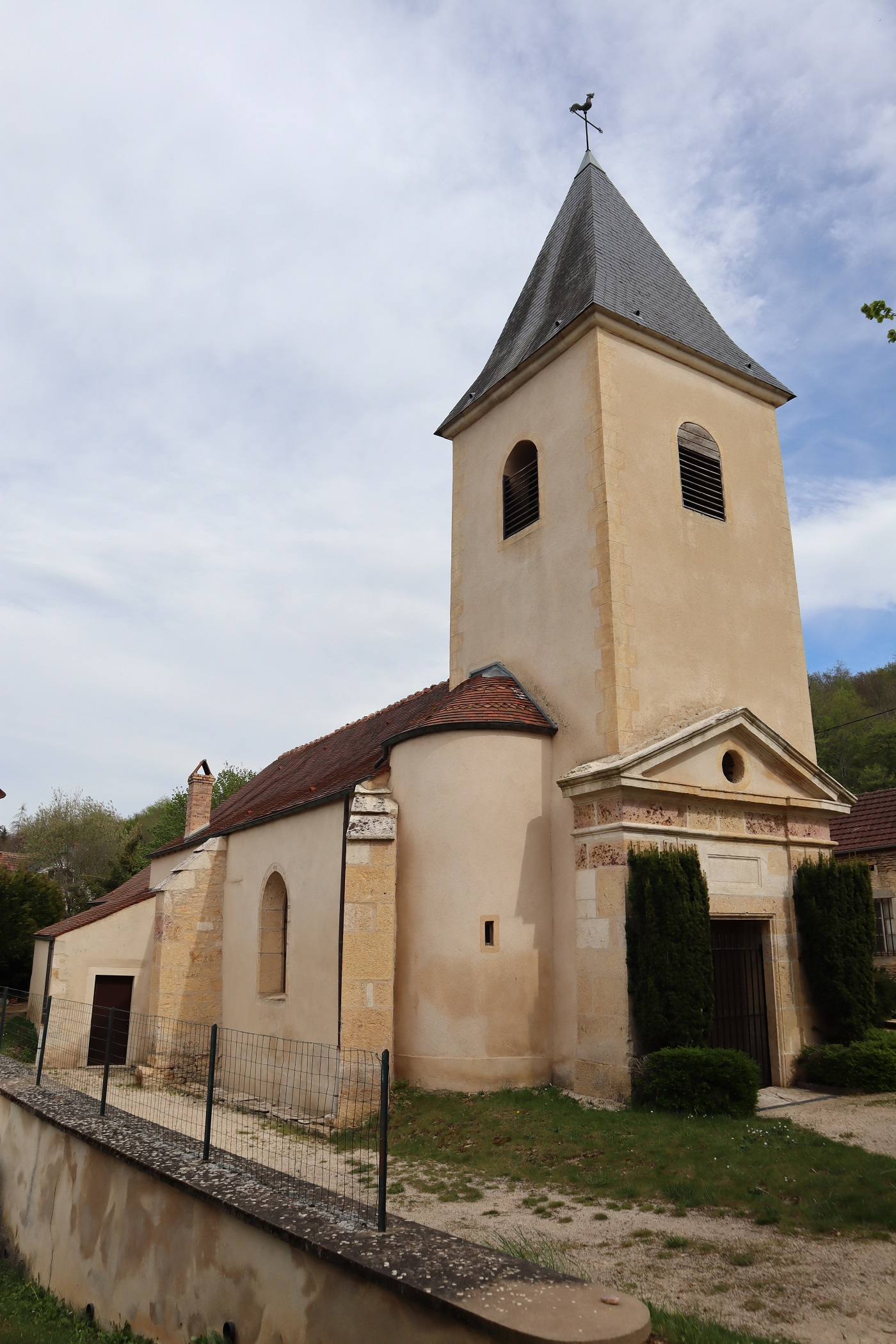
Kirche

## Bevölkerungsentwicklung
| Jahr                       | 1962 | 1968 | 1975 | 1982 | 1990 | 1999 | 2006 | 2013 | 2019 |
| Einwohner                  | 68   | 96   | 65   | 71   | 74   | 90   | 77   | 78   | 94   |
| Quellen: Cassini und INSEE |      |      |      |      |      |      |      |      |      |